# Lijst van voetbalinterlands Amerikaanse Maagdeneilanden - Grenada (vrouwen)
Deze lijst van voetbalinterlands is een overzicht van alle officiële voetbalinterlands tussen de nationale vrouwenteams van de Amerikaanse Maagdeneilanden en Grenada. De landen hebben tot nu toe drie keer tegen elkaar gespeeld.

## Wedstrijden
| № | Plaats         | Datum           | Competitie                            | Wedstrijd                             | Uitslag |
| - | -------------- | --------------- | ------------------------------------- | ------------------------------------- | ------- |
| 1 | Couva          | 21 mei 2018     | WK 2019 kwalificatie                  | Amerikaanse Maagdeneilanden − Grenada | 3 − 0   |
| 2 | Saint George's | 25 oktober 2023 | CONCACAF W Gold Cup 2024 kwalificatie | Grenada − Amerikaanse Maagdeneilanden | 4 − 0   |
| 3 | Kingshill      | 3 december 2023 | CONCACAF W Gold Cup 2024 kwalificatie | Amerikaanse Maagdeneilanden − Grenada | 0 − 2   |

## Samenvatting
| Competitie                       | Totaal gespeeld | Winst Amerikaanse Maagdeneilanden | Gelijk | Winst Grenada | Doelsaldo Amerikaanse Maagdeneilanden – Grenada |
| -------------------------------- | --------------- | --------------------------------- | ------ | ------------- | ----------------------------------------------- |
| WK kwalificatie                  | 1               | 1                                 | 0      | 0             | 3 − 0                                           |
| CONCACAF W Gold Cup kwalificatie | 2               | 0                                 | 0      | 2             | 0 − 6                                           |
| Totaal                           | 3               | 1                                 | 0      | 2             | 3 − 6                                           |